# Maria de Ventadorn
Maria de Ventadorn (o Maria de Ventedorn) (del francés: Marie de Ventadour) fue una patrocinadora de la poesía  trovadoresca a finales del siglo XII.
María fue una de "las tres de Turena",  las tres hijas del vizconde Raimundo II de Turena y de Elisa de Séverac.  Estas tres, de acuerdo con Bertran de Born, poseían tota beltat terrena, "toda belleza de la tierra". Su fecha de nacimiento es incierta; falleció posiblemente en 1222. Su nombre se registra de diversas maneras como Marie de Turenne y Marguerite de Turenne. Se casó con el vizconde Eble V de Ventadour (Corrèze, Francia); tuvieron un hijo, Eble (VI), que se casó con Dauphine de la Tour d'Auvergne, y una hija, Alix o Alasia.
El esposo de María era nieto de Eble III (patrocinador del importante trovador temprano Bernart de Ventadorn), y bisnieto de Eble le chanteur, quien, según se cree, fue uno de los creadores del género. María es tratada, o al menos mencionada, en la obra de varios trovadores, incluyendo Gaucelm Faidit, la Monja de Montaudon, Gausbert de Puicibot, Pons de Capduelh, Guiraut de Calanso, Bertran de Born y Gui d'Ussel. De acuerdo a un comentario poético incluido en  Biographies des Troubadours, Hugo IX de Lusignan era el "caballero" de María (era sos cavalliers).
María de Ventadorn fue catalogada como una trobairitz (trovadora) en su propio derecho por la fuerza de una sola tensón o debate poético (de fecha c. 1197), cuyos versos alternos fueron aparentemente compuestos por ella y por Gui d'Ussel. La cuestión planteada en el debate era la siguiente: ¿una vez que un hombre logre ser aceptado como el amante de una mujer, se convertiría a partir de entonces en su igual, o seguiría permaneciendo su siervo? María defendió el último punto de vista.